# Ligne Meitetsu Toyokawa
La ligne Meitetsu Toyokawa (名鉄豊川線, Meitetsu Toyokawa-sen) est une ligne ferroviaire de la compagnie privée Meitetsu située à Toyokawa, dans la préfecture d'Aichi au Japon. Elle relie la gare de Kō à la gare de Toyokawa-inari.

## Histoire
La ligne est ouverte par étapes entre 1945 et 1954.

## Caractéristiques

### Ligne
- écartement des voies : 1 067 mm
- nombre de voies : 1
- électrification : 1 500 V cc par caténaire

### Liste des gares
La ligne comporte 5 gares.
| Numéro | Gare           | Nom japonais | Distance (km) | Correspondances                    | Localisation |
| ------ | -------------- | ------------ | ------------- | ---------------------------------- | ------------ |
| NH04   | Kō             | 国府         | 0             | Meitetsu : Nagoya (interconnexion) | Toyokawa     |
| TK01   | Yawata (ja)    | 八幡         | 2,5           |                                    | Toyokawa     |
| TK02   | Suwachō        | 諏訪町       | 4,4           |                                    | Toyokawa     |
| TK03   | Inariguchi     | 稲荷口       | 6,0           |                                    | Toyokawa     |
| TK04   | Toyokawa-inari | 豊川稲荷     | 7,2           | JR Central : Iida (à Toyokawa)     | Toyokawa     |